# Kill Your Friends
Kill Your Friends is een Britse zwarte komische misdaad-thriller uit 2015, geregisseerd door Owen Harris. De film is gebaseerd op de gelijknamige roman uit 2008 van John Niven die tevens het filmscenario schreef.

## Verhaal
In de jaren 1990 krijgt Steven Stelfox - die ooit een succesvolle A&R-producer in de Britse muziekindustrie was - te maken met concurrentie van nieuwe opkomende coole bands. Om aan de top te blijven, gaat hij deze concurrenten vermoorden.

## Rolverdeling
| Acteur           | Personage   |
| ---------------- | ----------- |
| Nicholas Hoult   | Stelfox     |
| Ed Skrein        | Rent        |
| James Corden     | Walters     |
| Rosanna Arquette | Barbara     |
| Tom Riley        | Parker-Hall |
| Craig Roberts    | Darren      |
| Damien Molony    | Ross        |

## Achtergrond
Op 12 februari 2014 sloot Nicholas Hoult zich bij de cast aan voor de hoofdrol van Steven Stelfox. De opnames begonnen op 10 maart 2014 en werden na vijf weken afgerond. De opnames vonden plaats in Londen, het buitengebied (Groot-Londen) en de Pinewood Studios in Iver.
De originele filmmuziek werd gecomponeerd door Tom Holkenborg aka Junkie XL. Op 6 november 2015 werd gelijktijdig met de première van het Verenigd Koninkrijk de soundtrack Kill Your Friends: Music and Inspired by the Film uitgebracht met muziek van de film en muziek geïnspireerd door de film van onder meer Bastille, Blur, The Chemical Brothers, Oasis en The Prodigy.